# Richardson Memorialstadion
Het Richardson Memorialstadion is een stadion in de Queen's University in Kingston, Canada. Het stadion wordt vooral gebruikt voor wedstrijden Canadian football, de voetbalclub Queen's Golden Gaels maakt gebruik van dit stadion. Soms worden er ook rugby- en voetbalwedstrijden gespeeld. In het stadion is plaats voor 8.000 toeschouwers. Het stadion is gebouwd in 1971.